# کاکزا
کاکزا (اوکراینی: Казка) یک گروه موسیقی اوکراینی است که سبک پاپ را با عناصر الکترو-فولک تلفیق می‌کند. از زمان ایجاد آن در سال ۲۰۱۷، الکساندرا زاریتسکا، خواننده، دیمیترو مازوریاک، نوازنده سوپیلکا و میکیتا بوداش، نوازنده چند ساز، به «دستیابی به موفقیت سال» تبدیل شده‌اند.
تهیه‌کننده و مدیر گروه یوری نیکیتین و شرکت ماماموزیک است.